# Heidi Bank
Heidi Bank, née le 1er août 1972 à Hørsholm (Danemark), est une femme politique danoise, membre de Venstre.

## Biographie
Heidi Bank a suivi des études de théologie à l'université de Copenhague. Elle travaille comme assistante paroissiale de 1997 à 1999, avant de devenir agent immobilier à Farsø jusqu'en 2014.
Engagé au sein du parti Venstre, elle est élue au conseil municipal d'Aarhus lors des élections municipales de novembre 2017. Elle devient en août 2018 la porte-parole du groupe de Venstre au conseil municipal.
Elle est élue députée au Folketing dans la circonscription du Jutland de l'Est lors des élections législatives de juin 2019. Après le scrutin, elle devient la porte-parole de son groupe parlementaire sur les questions de logement, et la présidente de la commission parlementaire sur l'égalité. Si elle siège encore au conseil municipal d'Aarhus, elle choisit de renoncer à son rôle de porte-parole politique de son groupe municipal. Elle annonce en mai 2021 qu'elle ne briguera pas de nouveau mandat municipal lors des élections de novembre.
Candidate à sa réélection lors des élections législatives anticipées de novembre 2022, elle ne parvient pas à remporter de second mandat, et devient la première suppléante pour son parti dans sa circonscription. À ce titre, elle devient membre temporaire du Folketing quand Jakob Ellemann-Jensen, président du parti et député de la circonscription, part en congé maladie en février 2023. Elle siège jusqu'à son retour, le 31 juillet, et assure pendant la période le rôle de porte-parole du groupe parlementaire de Venstre pour les affaires intérieures et le logement.
Le 23 octobre 2023, Elleman-Jensen annonce son départ de la vie politique et sa démission du Parlement, et Bank le remplace alors comme députée de plein exercice. Elle devient alors la porte-parole de son groupe pour le logement, l'enseignement supérieur et la recherche.